# 배핀만

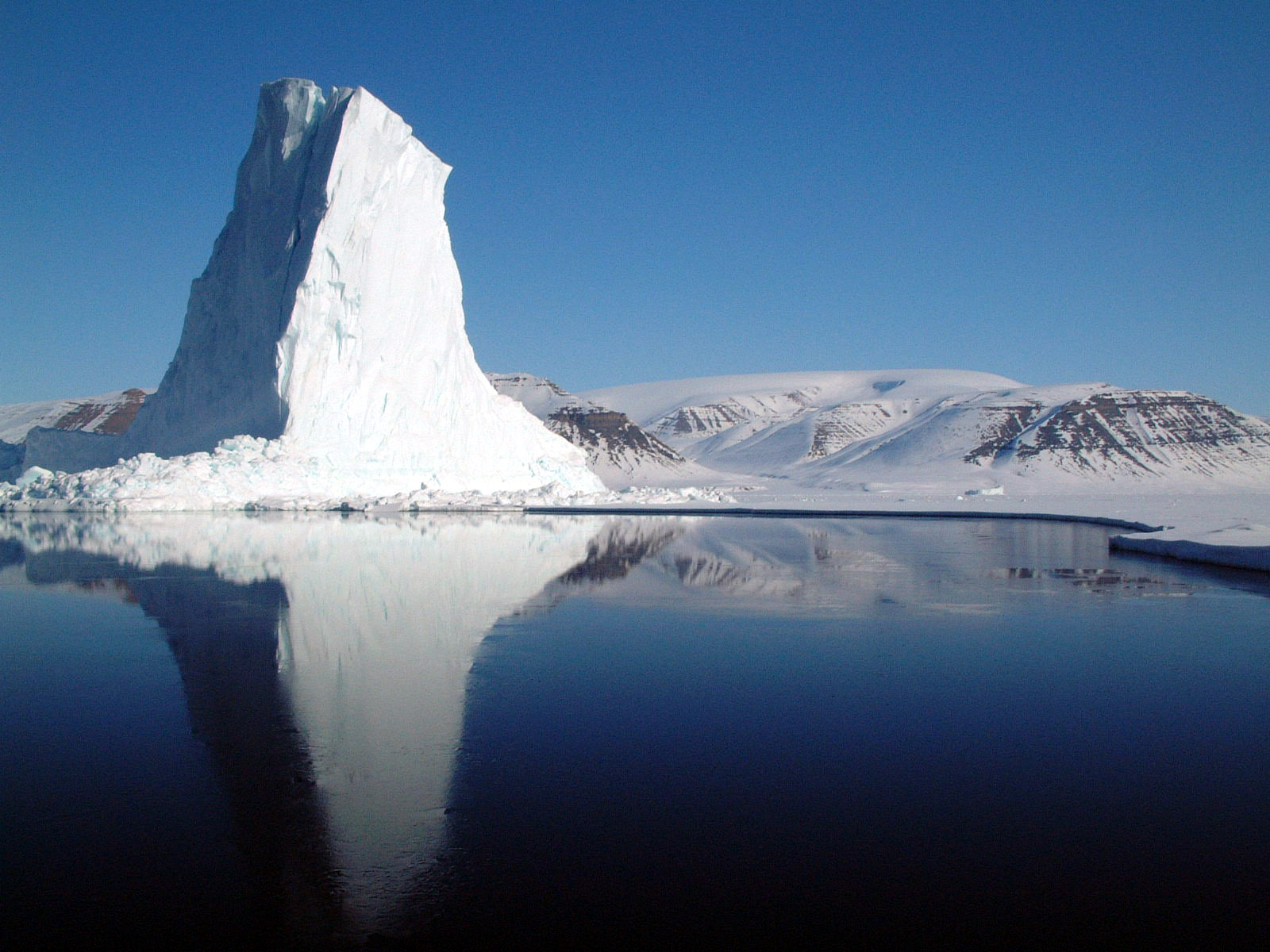
배핀만의 빙산

배핀만(Baffin Bay)은 북대서양과 북극해를 잇는 바다이다. 남북으로 1,130km 길이이다. 일 년 내내 많은 빙산이 떠 있어 항해하기 어렵다.
동쪽은 그린란드섬, 서쪽은 배핀섬, 북쪽은 엘즈미어섬으로 막혀 있다. 대서양과는 데이비스 해협으로, 북극해와는 네어스 해협으로 이어져 있다.
1616년 처음으로 배핀 만을 항해한 윌리엄 배핀의 이름을 따서 이름지어졌다.